# 下屬音
下屬音（subdominant）是音階的第四個音級，它之所以被稱為下屬音是因為它比屬音低一個音級。例如在C大調中，G是屬音，F就是下屬音。

## 下屬和弦
下屬和弦是指任何基於下屬音，而且使用同一音階的音的和弦。例如在C大調中，下屬音是F音，下屬三和弦由F、A、C組成。

### 三和弦
大調中的下屬音三和弦是一個大三和弦，以IV表示(在C大調中的下屬音三和弦為F-A-C);而在小調中的下屬音三和弦則是一個小三和弦，以羅馬數字iv表示(在C小調中的下屬音三和弦為F-A♭-C)。

### 七和弦
大調中的下屬音七和弦是一個大七和弦，例如在C大調中的下屬音三和弦為F-A-C-E，另一方面，在小調中的下屬音七和弦則為一個小七和弦，在C小調中的下屬音三和弦為F-A♭-C-E♭。

## 各大調中的下屬音
| 調      | 下屬音 | 調    | 下屬音 | 調      | 下屬音 |
| ------- | ------ | ----- | ------ | ------- | ------ |
| 降C大調 | F♭     | C大調 | F      | 升C大調 | F♯     |
| 降D大調 | G♭     | D大調 | G      | 升D大調 | G♯     |
| 降E大調 | A♭     | E大調 | A      | 升E大調 | A♯     |
| 降F大調 | B♭♭    | F大調 | B♭     | 升F大調 | B      |
| 降G大調 | C♭     | G大調 | C      | 升G大調 | C♯     |
| 降A大調 | D♭     | A大調 | D      | 升A大調 | D♯     |
| 降B大調 | E♭     | B大調 | E      | 升B大調 | E♯     |